# Gnamptogenys macretes
Gnamptogenys macretes är en myrart som beskrevs av Brown 1958. Gnamptogenys macretes ingår i släktet Gnamptogenys och familjen myror. Inga underarter finns listade i Catalogue of Life.